# Пер Кауфельдт
Пер Кауфельдт (швед. Per Kaufeldt, 1 серпня 1902, Стокгольм — 21 березня 1956, Стокгольм) — шведський футболіст, що грав на позиції нападника, зокрема за АІК та національну збірну Швеції.
По завершенні ігрової кар'єри — тренер.

## Клубна кар'єра
У дорослому футболі дебютував 1918 року виступами за команду АІК.
У 1923–1924 роках грав у Франції, захищаючи кольори «Монпельє», після чого повернувся до АІКа. Був одним з його головних бомбардирів команди, маючи середню результативність на рівні 0,73 гола за гру. В сезоні 1931/32 став у її складі чемпіоном Швеції. Завершив професійну кар'єру у 1934 році.

## Виступи за збірну
1921 року дебютував в офіційних матчах у складі національної збірної Швеції.
У складі збірної був учасником  футбольного турніру на Олімпійських іграх 1924 року в Парижі, на якому команда здобула бронзові нагороди.
Загалом протягом кар'єри в національній команді, яка тривала 11 років, провів у її формі 33 матчі і відзначився 23 голами. Забивши останній із них, вийшов на той час на чисте друге місце в переліку найкращих бомбардирів збірної Швеції в історії, обійшовши Карла Густафссон‎а і поступаючись лише своєму багаторічному партнерові по національній команді Свену Рюделлю.

## Кар'єра тренера
Розпочав тренерську кар'єру відразу ж по завершенні кар'єри гравця, 1934 року, очоливши тренерський штаб рідного клубу АІК, в якому пропрацював до 1940, зокрема привівши команду до перемоги у чемпіонаті Швеції в сезоні 1936/37. 
Протягом 1940-х тренував «Гаммарбю» і «Юргорден», згодом був головним тренером «Еребру», після чого 1951 року повернувся на тренерський місток АІКа. Тренував рідну команду до передчасної смерті 1956 року у 53-річному віці.

## Титули і досягнення

### Як гравця
- Чемпіон Швеції (1):

АІК: 1931-1932

### Як тренера
- Чемпіон Швеції (1):

АІК: 1936-1937